# Чедат
Чедат — река в Кемеровской области России, левый приток Кии. Устье находится в 90 км от устья по левому берегу Кии. Протяжённость реки 49 км.

## Притоки
- 20 км: Кочкатка (лв)
- 31 км: Ходукина (лв)

## Данные водного реестра
По данным государственного водного реестра России относится к Верхнеобскому бассейновому округу, водохозяйственный участок реки — Чулым от Ачинска до водомерного поста в селе Зырянском, речной подбассейн реки — Чулым. Речной бассейн реки — (Верхняя) Обь до впадения Иртыша.
Код водного объекта — 13010400212115200019276.